# Ditton
Ditton är en ort och civil parish i grevskapet Kent i sydöstra England. Orten ligger i distriktet Tonbridge and Malling, cirka 5,5 kilometer nordväst om Maidstone och cirka 3 kilometer öster om West Malling. Civil parishen hade 4 959 invånare vid folkräkningen år 2021.